# Liste der französischen Botschafter in Spanien
Liste der französischen Botschafter in Spanien.

## Missionschefs
| Ernannt/Akkreditiert | Posten verlassen | Name | Besonderheiten                                         |
| -------------------- | ---------------- | --- | ------------------------------------------------------ |
| 1486                 | 1486             | De Clerieux; De Bouchage; De grammont | ambassadeur; ambassadeur; ambassadeur                  |
| 1525                 | 1525             | Innocenzo Cibo | [ 1 ]                                                  |
| 1533                 | 1533             | Georges de Selve, Bischof von Lavaur |                                                        |
| 1539                 | 1539             | Bischof von Avranches Robert Cénalis, 1532–1560, (auch Bischof von Vence und Riez) | ambassadeur                                            |
| 1556                 | 1556             | Trêve de Vaucelles |                                                        |
| 1561                 | 1561             | Bischof von Limoges Sébastien de l’Aubespine | ambassadeur                                            |
| 1562                 | 1565             | Jean Ebrard, Seigneur de Saint-Sulpice, Marquise de Crussol | ambassadeur                                            |
| 1568                 | 1568             | Raimond de Veccarie de Pavie baron de Fourquevaux Brief unterzeichnet an [Raimond de Veccarie de Pavie, baron] de Fourquevaux, den französischen Botschafter in Spanien, Saint Ligier, 2 Mai [1571], zur Unterdrückung von Gerüchten über ... | ambassadeur                                            |
| 1589                 | 1589             | Pierre Forget de Fresnes | envoyé                                                 |
| 1598                 | 1598             | Nicolas Brûlart de Sillery | plénipotentiares pour la paix de Vérvins               |
| 1600                 | 1600             | Antoine de Silly |                                                        |
| 1601                 | 1601             | Silly, Comte de Rochepot | ambassadeur                                            |
| 1608                 | 1608             | François Savary de Brèves | ambassadeur                                            |
| 1609                 | 1609             | de Vaucelles | ambassadeur                                            |
| 1612                 | 1612             | Henri de Lorraine, duc de Mayenne | ambassadeur extraordinaire                             |
| 1612                 | 1612             | Pierre Brûlart de Sillery, Vicomte de Puisieux | ambassadeur extraordinaire                             |
| 1617                 | 1617             | Claude de Beaufremont de Beaufremont, Marquis de Senecay | ambassadeur                                            |
| 1618                 | 1618             | Antoine de Silly, de Rochepot | ambassadeur                                            |
| 1621                 | 1621             | François de Bassompierre | ambassadeur extraordinaire                             |
| 1625                 | 1625             | Charles d’Angennes, Marquis d’Angennes | ambassadeur extraordinaire                             |
| 1627                 | 1627             | Jésuite Claude de Lingendes | agent                                                  |
| 1628                 | 1628             | de Boissy; Berthier; Guillaume de Bautru, comte de Serrant | chargé d'une mission                                   |
| 1629                 | 1629             | Antoine-Joubert comte de Barrault | ambassadeur                                            |
| 1635                 | 1635             | Peni | chargé d'affaires                                      |
| 1637                 | 1637             | Pujol, (Le sieur de Moret juge de Pujols et habitant de Monflanquin) | chargé d'affaires                                      |
| 1638                 | 1638             | de Chavigny; le comte d' Harcourt; Erzbischof von Bordeaux | pléipotentiaire;pléipotentiaire;pléipotentiaire        |
| 1640                 | 1640             | Du Plessis-Besncon | pléipotentiaire                                        |
| 1644                 | 1644             | les ducs de Brezé et de Fronsac | pléipotentiaire                                        |
| 1649                 | 1649             | Dufresne | envoyé                                                 |
| 1651                 | 1651             | de Croissy | pléipotentiaire                                        |
| 1656                 | 1656             | de Lyonne | ministre pléipotentiaire                               |
| 1659                 | 1659             | le duc de Gramont | ambassadeur extraordinaire                             |
| 1661                 | 1661             | Georges d’Aubusson de La Feuillade, Bischof von Embrun | ambassadeur                                            |
| 1668                 | 1668             | le Marquis Pierre de Villars | envoyé extraordinaire                                  |
| 1669                 | 1669             | Dupré | chargé d'affaires                                      |
| 1670                 | 1670             | Pierre de Bonzy, Erzbischof von Toulouse | ambassadeur extraordinaire                             |
| 1671                 | 1671             | Le Marquis Pierre de Villars | ambassadeur extraordinaire                             |
| 1679                 | 1679             | Le Marquis Pierre de Villars; Le Prince d'Harcourt | ambassadeur extraordinaire; ambassadeur extraordinaire |
| 1682                 | 1682             | André Berhoulet de Formenteau, Comte de La Vauguyon | ambassadeur                                            |
| 1685                 | 1685             | Isaac de Pas, Marquis de Feuquières | ambassadeur extraordinaire                             |
| 1688                 | 1688             | Levasseur; Francois de Pas, Comte de Rebenac | chargé d'affaires; ambassadeur extraordinaire          |
| 1691                 | 1691             | le P. Blandiniére | chargé d'une mission S. 540                            |
| 1697                 | 1697             | le P. Duval | chargé d'une mission                                   |
| 1698                 | 1698             | Henri d’Harcourt | ambassadeur                                            |
| 1700                 | 1700             | Henri d’Harcourt | envoyé extraordinaire; ambassadeur extraordinaire      |
| 1701                 | 1701             | le marquis de Louville, le comte de Marsin | ambassadeur extraordinaire                             |
| 1701                 | 1701             | le marquis de Louville, le comte de Marsin | ambassadeur extraordinaire                             |
| 1700                 | 1700             | Jean-Denis marquis de Blécourt |                                                        |
| 1701                 | 1701             | Charles Auguste d'Allonville de Louville |                                                        |
| 1701                 | 1701             | Ferdinand de Marsin |                                                        |
| 1702                 | 1702             | César d’Estrées |                                                        |
| 1703                 | 1703             | Jean d’Estrées |                                                        |
| 1703                 | 1703             | Pierre Antoine de Châteauneuf |                                                        |
| 1704                 | 1704             | Antoine V de Gramont |                                                        |
| 1705                 | 1705             | Michel-Jean Amelot de Gournay, Marquis de Gournay |                                                        |
| 1705                 | 1705             | Louis De Brancas |                                                        |
| 1707                 | 1707             | François Pidou de Saint-Olon, chevalier de Saint-Olon |                                                        |
| 1709                 | 1709             | Charles François de la Bonde d'Iberville |                                                        |
| 1709                 | 1709             | Jean-Denis marquis de Blécourt |                                                        |
| 1710                 | 1710             | Adrien Maurice de Noailles |                                                        |
| 1711                 | 1711             | Jean-Louis d’Usson, Marquis de Bonnac |                                                        |
| 1713                 | 1713             | Louis De Brancas |                                                        |
| 1714                 | 1714             | Paul-Hippolyte de Beauvilliers, duc de Saint-Aignan |                                                        |
| 1718                 | 1718             | Louis Aimé Théodore de Dreux, marquis de Nancré |                                                        |
| 1720                 | 1720             | Jean-Baptiste Louis Andrault |                                                        |
| 1720                 | 1720             | M. Robin |                                                        |
| 1720                 | 1720             | René de Mornay-Montchevreuil, Abbé de Mornay |                                                        |
| 1721                 | 1721             | Louis de Rouvroy, duc de Saint-Simon |                                                        |
| 1721                 | 1721             | Philippe Charles de La Fare |                                                        |
| 1722                 | 1722             | Théodore de Chavigny |                                                        |
| 1723                 | 1723             | Louis I. de Bourbon, duc d’Orléans |                                                        |
| 1723                 | 1723             | Marquis de Coulanges |                                                        |
| 1724                 | 1724             | René de Froulay de Tessé |                                                        |
| 1725                 | 1725             | François Sanguin de Livry, Abbé de Livry |                                                        |
| 1727                 | 1727             | Conrad-Alexandre comte de Rottembourg |                                                        |
| 1728                 | 1728             | Louis De Brancas |                                                        |
| 1730                 | 1730             | M. Hullin |                                                        |
| 1730                 | 1730             | Conrad-Alexandre comte de Rottembourg | (1684–1735)                                            |
| 1733                 | 1733             | Jean-Gabriel de La Porte du Theil |                                                        |
| 1734                 | 1734             | M. de La Beaune |                                                        |
| 1734                 | 1734             | François-Marie de Villers-la-Faye, Comte de Vaulgrenant |                                                        |
| 1738                 | 1738             | M. de Champeaux |                                                        |
| 1738                 | 1738             | M. de Varennes |                                                        |
| 1738                 | 1738             | Ludwig Peter von der Marck |                                                        |
| 1741                 | 1741             | M. de Varennes |                                                        |
| 1741                 | 1741             | Abbé de Vauréal |                                                        |
| 1749                 | 1749             | Jean-Baptiste Partyet |                                                        |
| 1749                 | 1749             | François-Marie de Villers-la-Faye, Comte de Vaulgrenant |                                                        |
| 1752                 | 1752             | Abbé de Frischmann |                                                        |
| 1752                 | 1752             | Emmanuel-Félicité de Durfort |                                                        |
| 1755                 | 1755             | Abbé de Frischmann |                                                        |
| 1757                 | 1757             | Joseph Henri Bouchard d’Esparbès de Lussan, Marquis d'Aubeterre |                                                        |
| 1759                 | 1759             | Pierre-Paul, marquis d'Ossun |                                                        |
| 1777                 | 1777             | Armand Marc de Montmorin Saint-Hérem |                                                        |
| 1783                 | 1783             | Jean-François de Bourgoing |                                                        |
| 1785                 | 1785             | Paul François de Quelen de La Vauguyon |                                                        |
| 1790                 | 1790             | Louis Marie de Pons, Marquis de Grignols |                                                        |
| 1792                 | 1792             | Jean-François de Bourgoing |                                                        |
| 1796                 | 1796             | Catherine-Dominique de Pérignon |                                                        |
| 1797                 | 1797             | Laurent Truguet |                                                        |
| 1798                 | 1798             | Ferdinand Pierre Marie Dorothée Guillemardet |                                                        |
| 1800                 | 1801             | Lucien Bonaparte |                                                        |
| 1801                 | 1802             | Laurent de Gouvion Saint-Cyr |                                                        |
| 1802                 | 1806             | Pierre Riel de Beurnonville |                                                        |
| 1806                 | 1808             | François de Beauharnais |                                                        |
| 1808                 | 1802             | Antoine-René de Laforest |                                                        |
| 1822                 | 1822             | Comte Pelletier de la Garde |                                                        |
| 1823                 | 1823             | Marquis de Talaru |                                                        |
| 1824                 | 1824             | Charles-Joseph-Edmond, comte de Bois-le-Comte (1796–1863) | [ 9 ]                                                  |
| 1825                 | 1825             | Clément Édouard de Moustier |                                                        |
| 1886                 | 1890             | Paul Cambon |                                                        |
| 1898                 | 1902             | Jules Patenôtre |                                                        |
| 1902                 | 1907             | Jules Cambon |                                                        |
| 1910                 | 1910             | Léon Geoffray |                                                        |
| 1931                 | 1936             | Jean Herbette | (* 1878; † 1960)                                       |
| 1936                 | 1938             | Eirik Labonne | in der zweiten spanischen Republik in Barcelona        |
| 1939                 | 1940             | Philippe Pétain |                                                        |
| 1940                 | 1944             | François Piétri |                                                        |
| 1945                 | 1951             | Bernard Hardion | [ 10 ]                                                 |
| 1951                 | 1954             | Jacques Meyrier |                                                        |
| 1954                 | 1959             | Guy Le Roy de La Tournelle |                                                        |
| 1959                 | 1962             | Roland de Margerie |                                                        |
| 1962                 | 1964             | Armand de Blanquet du Chayla |                                                        |
| 1964                 | 1970             | Robert Barbara de Labelotterie de Boisseson |                                                        |
| 1970                 | 1976             | Robert Gillet |                                                        |
| 1976                 | 1977             | Jean-François Deniau |                                                        |
| 1977                 | 1981             | Emmanuel Jacquin de Margerie |                                                        |
| 1981                 | 1983             | Raoul Delaye |                                                        |
| 1983                 | 1985             | Pierre Guidoni |                                                        |
| 1985                 | 1988             | Francis Gutmann |                                                        |
| 1988                 | 1993             | Henri Benoît de Coignac |                                                        |
| 1993                 | 1996             | André Gadaud |                                                        |
| 1996                 | 2000             | Patrick Leclercq |                                                        |
| 2000                 | 2002             | Alfred Siefer-Gaillardin |                                                        |
| 2002                 | 2005             | Olivier Schrameck |                                                        |
| 2005                 | 2007             | Claude Blanchemaison |                                                        |
| 2007                 |                  | Bruno Delaye |                                                        |